# Allen Payne
Allen Payne (New York, 7 luglio 1968) è un attore statunitense, noto per il ruolo di CJ Payne nella serie televisiva statunitense Tyler Perry's House of Payne e per la sua interpretazione nel film New Jack City (1991).

## Biografia
Nato da genitori afro-americani, Payne studia danza a Camden, nel New Jersey. La sua prima apparizione in televisione risale al 1990 nella serie televisiva I Robinson. Durante due stagioni interpreta il ruolo di Lance Rodman, il ragazzo di Charmaine. Appare inoltre come Marcus Stokes in un episodio della seconda stagione di Willy, il principe di Bel-Air, e come Preston in un episodio di Malcolm. 
Payne recita anche in molti film, tra cui in un ruolo di primo piano in CB4 di Nelson George, interpretando Dead Mike. Appare inoltre nei film New Jack City, Vampiro a Brooklyn, Double Platinum e La tempesta perfetta.

## Filmografia

### Cinema
- Rooftops, regia di Robert Wise (1989)
- New Jack City, regia di Mario Van Peebles (1991)
- CB4, regia di Tamra Davis (1993)
- Amicizie pericolose (Jason's Lyric), regia di Doug McHenry (1994)
- Vampiro a Brooklyn (Vampire in Brooklyn), regia di Wes Craven (1995)
- I ragazzi di Tuskegee (The Tuskegee Airmen), regia di Robert Markowitz (1995)
- The Walking Dead, regia di Preston A. Whitmore II (1995)
- Il gioco dei rubini (A Price Above Rubies), regia di Boaz Yakin (1998)
- Double Platinum, regia di Robert Allan Ackerman (1999)
- La tempesta perfetta (The Perfect Storm), regia di Wolfgang Petersen (2000)
- 30 Years to Life, regia di Vanessa Middleton (2001)
- Commitments, regia di Carol Mayes (2001)
- Blue Hill Avenue, regia di Craig Ross, Jr. (2001)
- Men Cry In The Dark, regia di Je'Caryous Johnson (2003)
- Playas Ball, regia di Jennifer Harper (2003)
- Crossover, regia di Preston A. Whitmore (2006)

### Televisione
- I Robinson (The Cosby Show) – serie TV (1990-1992)
- Tutti al college (A Different World) – serie TV (1992)
- Willy, il principe di Bel-Air (The Fresh Prince of Bel-Air) – serie TV (1992)
- All of Us – serie TV (2004)
- Tyler Perry's House of Payne – serie TV (2006-2012)

## Doppiatori italiani
Nelle versioni in italiano delle opere in cui ha recitato, Allen Payne è stato doppiato da:
- Maurizio Mattioli in New Jack City
- Fabio Boccanera in Willy, il principe di Bel-Air
- Francesco Prando in Vampiro a Brooklyn
- Massimiliano Virgilii in La tempesta perfetta
- Luigi Scribani in CSI: NY